# Szeleta-zsomboly
A Szeleta-zsomboly Magyarország fokozottan védett barlangjai közül az egyik. A Bükki Nemzeti Parkban lévő Bükk-vidék területén helyezkedik el. Magyarország nyolcadik legmélyebb barlangja volt.

## Leírás
A Kis-fennsíkon, a Szeleta-barlang közelében, a Szeleta-barlangtól É-ra, a Szeleta-tetőn, a piros négyzet jelzésű turistaút mellett van a Szeleta-zsomboly bejárata. Egy időszakosan működő, víznyelő töbör alján van a barlang bejárata. Triász mészkőben keletkezett a fejlődő, aránylag fiatal, időszakosan aktív víznyelőbarlang. A barlang bejárati aknasora csapadékos időben, vízszintes része pedig időszakonként vezet vizet. A Tavas-teremben egy állandó vizű forrás ered. Szűk járataiban négy szifon található. A barlang vízszintes kiterjedése 125 m.
A nagyon árvízveszélyes barlang bejárása nehéz. A nagy patkósdenevér kedvelt telelőhelye. A Bükki Nemzeti Park Igazgatóság engedélyével, kötéltechnikai eszközök alkalmazásával és elektromos világítóeszköz használatával látogatható a lezárt üregrendszer. Naponta egy csoport tekintheti meg, amely legfeljebb 8 személyből állhat. Baleset esetén nem megoldható a barlangból történő kimentés.
Előfordul a barlang az irodalmában Szeletai aknabarlang (Kordos 1984), Szeletai akna-barlang (Bertalan 1976), Szeletai-zsomboly (Balázs 1960), Szeletai zsomboly (Kadić 1938), Szeleta Shaft (Kordos 1977), Szeleta-tetői viznyelőbarlang (Bertalan 1976), Szeleta-tetői-víznyelőbarlang (Kordos 1984) és Szeleta zsomboly (Schőnviszky 1937) neveken is. A Szeleta-zsomboly név a Kerekes József által írt, 1938-ban megjelent tanulmányban lett először publikálva.

## Kutatástörténet
Sebős Károly 1931-ben vizsgálta a barlangot. A Barlangvilág 1932. évi évfolyamában említette meg a barlangot Kadić Ottokár, amely az első publikált említése a zsombolynak. Kerekes József 1937-ben, hóolvadáskor figyelte meg a víznyelőt működés közben. A Kadić Ottokár által írt, 1952-ben befejezett kéziratban az olvasható, hogy a barlang kis méretű bejárata egy 43 m mély és nagyon szűk hasadékba vezet, melynek alja kis teremben végződik.
Az 1955. évi Hidrológiai Közlönyben megjelent, Borbély Sándor által írt tanulmányban szó van arról, hogy a Magyar Hidrológiai Társaság Zsombolykutató munkabizottságának a Bükk hegységben végzett barlangfeltárásai során nem került elő aktív vízjárat, a Szeleta zsomboly kivételével. A Szeleta-zsombolyban is csak látták, hogy maguk alatt víz van, de nem tudtak lejutni a vízig. Hámor templomától ÉÉK-re, 550 m-re, a Szeleta-tetőn, 380 m tszf. magasságban helyezkedik el a barlang bejárata. A kétszintes barlang mostanáig 14 m mélységig volt ismert. 1952-ben kezdték el kibontani a Szeleta zsomboly második szintjén található, törmelékkel eltömődött, 4 m hosszú, nagyon lejtő szűk folyosót. Ez egy hasadékfolyosóba torkollott, amely 40–50 cm átlagszélességű, 8,7 m hosszú és lépcsőzetesen lejt. A hasadékfolyosó alján kezdődik a 3. számú akna. Az akna 8,4 m mély, mellette pedig húzódik egy másik, de hasonló akna.
A munkabizottság 1952-ben 30 m-ig tárta fel a zsombolyt. 1952-ben meggátolta a további kutatásokat az esős időjárás. A munkabizottság tagjai 1953. március 8-án, megint megpróbálták megtalálni a 3. számú akna folytatását. Az akna aljában kibontottak egy szűk folyosót, ahol – egy sziklafüggöny levésése után – sikerült átjutni egy 8 m-es akna tetejére. Az aknán leereszkedve, kissé távolabb találtak egy 6 m mély aknát, majd egy 12 m-es aknát, végül pedig egy 4 m-es aknát. Innen akkor nem tudtak továbbjutni. Később, a 12 m-es aknából, egy tágabb repedésen keresztül leereszkedtek 92 m mélyre. Innen egy olyan repedés halad lefelé, mely átlag 10–15 cm széles. Ezen nem lehet mélyebbre kerülni. A zsomboly nagyon korrodálódott, több pontján látszanak nagyon szép cseppkőképződmények és cseppkőkérgeződések. Kissé nedves, még a legszárazabb időben is megfigyelhető gyenge vízmozgás. Vízben csobban a VIII-as aknából nyíló hasadékba ledobott kő. A tanulmányban van egy Bükk hegység térképvázlat (1. ábra), amely bemutatja a Szeleta-zsomboly földrajzi elhelyezkedését. A publikációba bekerült a barlang hosszmetszet térképe (3. ábra).

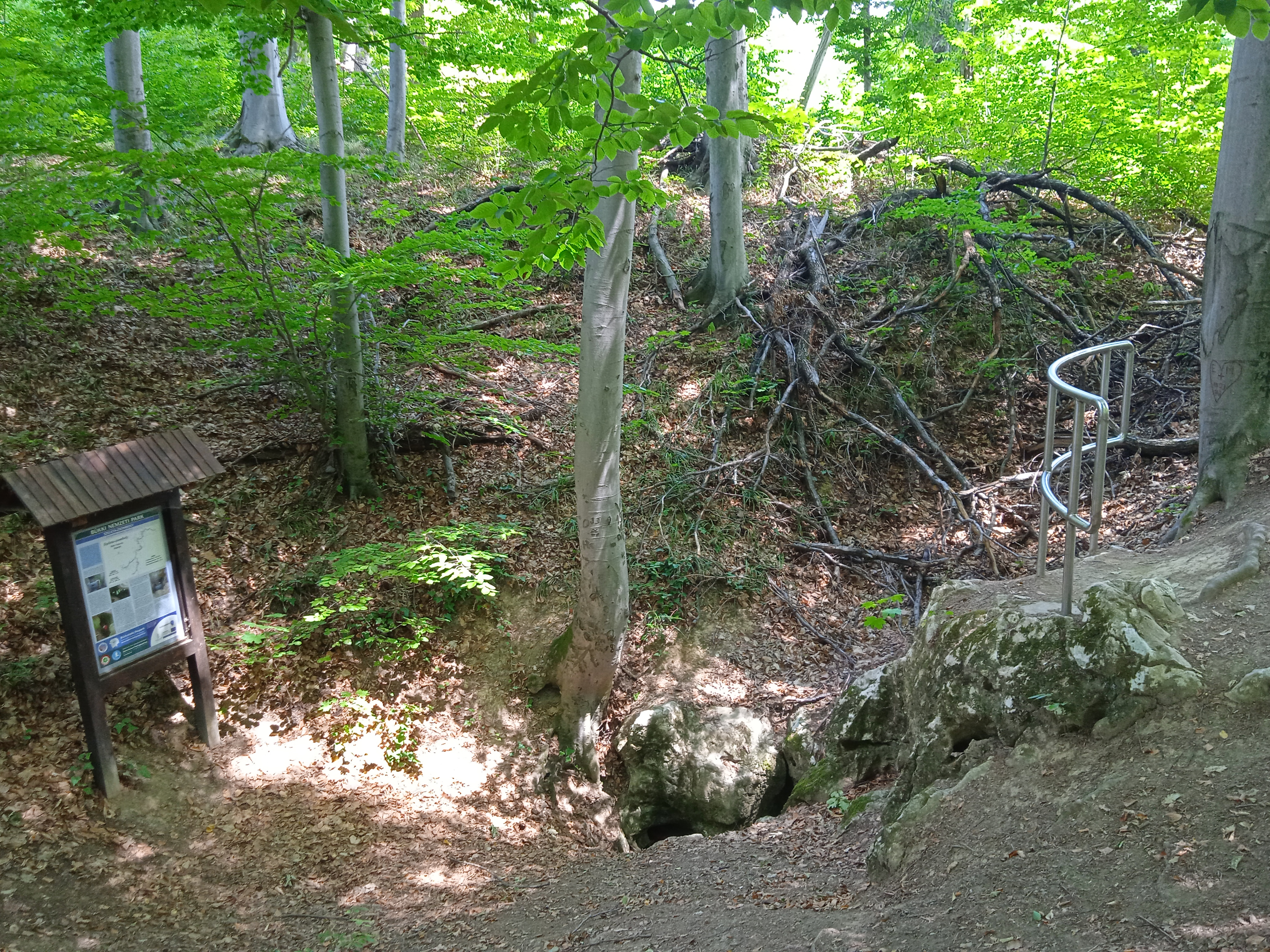
A Szeleta-zsomboly bejárata 2022-ben

Balázs Zoltán 1960-ban arról számolt be, hogy a Magyar Hidrológiai Társaság Zsombolykutató Munkabizottságának tagjai az addig 14 m-nek ismert zsombolyt 92 m mélységig tárták fel. Kordos László 1984-ben kiegészítette ezt az információt azzal, hogy a feltárás 1952-ben kezdődött, és 1955-ben érték el a 92 m mélységet Láner Olivérék. A Karszt- és Barlangkutató 1961. évi évfolyamában megjelent és Buczkó Emmi által összeállított táblázat szerint a Szeleta-zsomboly Magyarország 8. legmélyebb barlangja. A 90 m mély barlang Felsőhámoron található. A Miskolci Zsombolykutató Csoport mérte fel a barlangot, amely középső triász anisusi mészkőben képződött.
1970 végén a 90 m mély barlang Magyarország 12. legmélyebb barlangja. A Herman Ottó Karszt- és Barlangkutató Csoport barlangkutatói, 1975-ben háromszor jártak benne, hogy megismerjék a barlangot, illetve vizsgálták a kutatási lehetőségeket. A csoport tagjai 1976-ban feltárták a barlang egy addig ismeretlen, 50 m-es szakaszát. A zsomboly mélysége ekkor 110 m-re nőtt. Az 1976-ban befejezett, Magyarország barlangleltára című kéziratban az olvasható, hogy a Bükk hegységben, a miskolci Hámoron lévő Szeleta-zsomboly további nevei Szeletai akna-barlang és Szeleta-tetői viznyelőbarlang. A Szeleta-gerinc töbörsorának legkeletibb töbrében, 380 m tszf. magasságban nyílik. A nyolc szintből álló szűk aknabarlang 92 m mély. A kézirat barlangra vonatkozó része 1 irodalmi mű alapján lett írva.

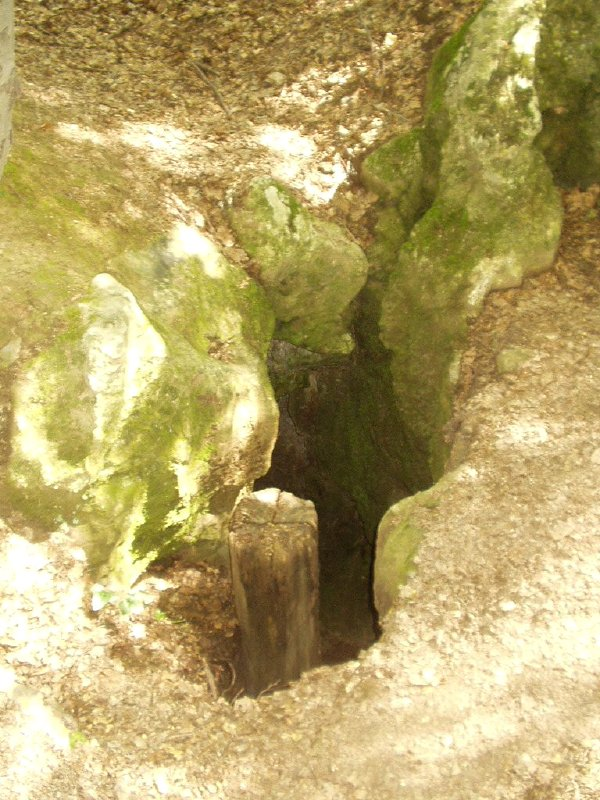
A Szeleta-zsomboly bejárata 2011-ben

1976-ban vált országos jelentőségű barlanggá az 5300-as barlangkataszteri területen (Bükk hegység), Miskolcon lévő Szeleta-zsomboly. Az 1976-ban megjelent, Bertalan Károly és Schőnviszky László által összeállított Magyar barlangtani bibliográfia barlangnévmutatójában szerepel a Bükk hegységben lévő, miskolci barlang Szeleta-zsomboly néven. A barlangnévmutatóban fel van sorolva 4 irodalmi mű, amelyek foglalkoznak a barlanggal. Az 1977. május 30-án összeállított, országos jelentőségű barlangok listáján már nincs rajta a barlang. Az 1977. évi Karszt és Barlang angol nyelvű különszámában megjelent, The longest and deepest caves of Hungary (December 31, 1975) című közleményből megtudható, hogy a Bükk hegységben fekvő, 92 m mély Szeleta Shaft 1975. december 31-én Magyarország 19. legmélyebb barlangja. Az 1977. december 31-i állapot szerint (MKBT Meghívó 1978. május) a Bükk hegységben lévő és kb. 110 m mély Szeleta-zsomboly az ország 16. legmélyebb barlangja.
Az 1977. évi Karszt és Barlangban megjelent összeállítás alapján, 1977. december 31-én Magyarország 18. legmélyebb barlangja a Bükk hegységben elhelyezkedő, 1977. december 31-én és 1976-ban kb. 110 m mély, 1975-ben pedig 92 m mély Szeleta-zsomboly. A 17. legmélyebb barlang (Borókás-tebri 2. sz. víznyelőbarlang) szintén kb. 110 m mély. Ez az összeállítás naprakészebb az 1978. májusi MKBT Meghívóban publikált listánál. 1978-ban végeztek vízfestést a zsombolyban és feltérképezték a barlangot. Lukács László 1979-ben gyűjtött benne csontokat, melyek holocén korúnak bizonyultak. A Herman Ottó Barlangkutató Csoport 1979-es csoportjelentése szerint 1976-ban, amikor elkezdték feltárni a barlangot, akkor 40 m mély volt a zsomboly, 1977-ben pedig 75 m mélységig értek le a barlangban. 1979-ben sikerült átvésniük egy szűkületet, így fedeztek fel jelentős hosszúságú járatokat. Ugyanekkor megfestették fluoreszceinnel a patakos ág vizét, amely három óra múlva a Puskaporosi-forrásokban jelent meg.
1979-ben készült el a barlang alaprajz térképe és hossz-szelvény térképe. Az 1979-ben megjelent, Barlangok a Bükkben című könyvben arról van szó, hogy az 1950-es évek elején kb. 95 m-ig tárták fel a P jelzésű út mellett, a Szeleta-barlangtól É-ra, egy töbörben lévő fa tövében nyíló Szeleta-zsombolyt. Kürtőrendszere csak barlangkutatóknak járható. A barlang szűk részei többször eltömődtek és emiatt néhányszor újra felfedezték az alsó részeket. Térképe csak 78 m-ig ábrázolja, de már a szintes ágban folyik a kutatás. A könyvhöz mellékelt, a Bükk hegység barlangokban leggazdagabb területét bemutató térképen látható a 90-es számmal jelölt barlang földrajzi elhelyezkedése.

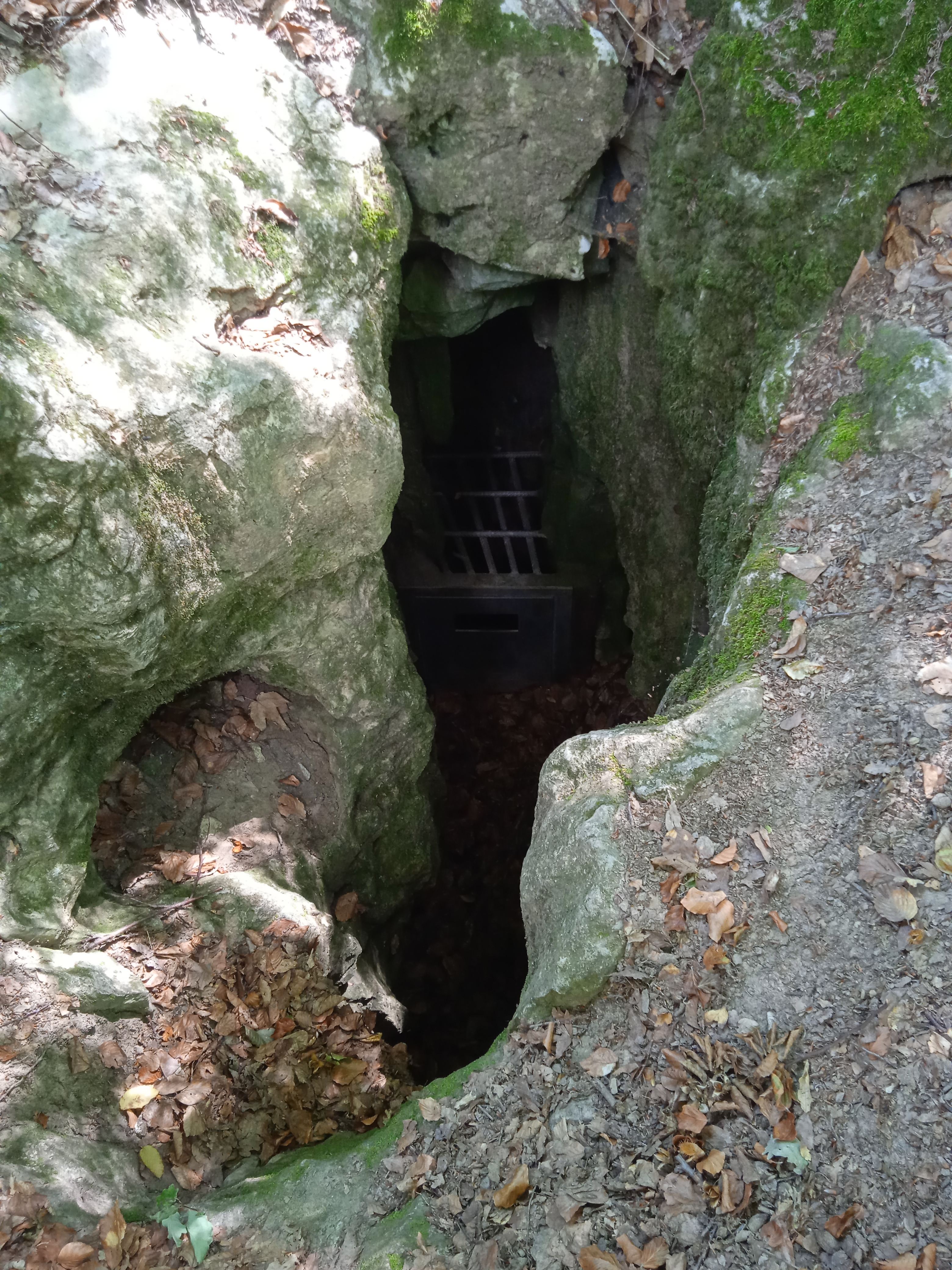
A Szeleta-zsomboly bejárata 2022-ben

Az Újpalota SE Barlangkutató Szakosztályának tagjai 1980-ban felmérték a barlang DNy-i ágát, de a térkép nem készült el. Az Avas Dél Lakótelepi Sportegyesület Herman Ottó Barlangkutató Szakcsoportnak 1982-ben volt kutatási engedélye a barlang kutatásához. Az 1984-ben kiadott, Magyarország barlangjai című könyvben részletesen le van írva. A kiadvány országos barlanglistájában szerepel a Bükk hegységben lévő barlang Szeleta-zsomboly néven Szeletai aknabarlang és Szeleta-tetői-víznyelőbarlang névváltozatokkal. A listához kapcsolódóan látható az Aggteleki-karszt és a Bükk hegység barlangjainak földrajzi elhelyezkedését bemutató, 1:500 000-es méretarányú térképen a barlang földrajzi elhelyezkedése.
Az 1987. december 31-i állapot alapján Magyarország 37. leghosszabb barlangja az 5363/51 barlangkataszteri számú, kb. 500 m hosszú Szeleta-zsomboly. A 35. leghosszabb barlang (Keselő-hegyi-barlang), a 36. leghosszabb barlang (Pisznice-barlang) és a 38. leghosszabb barlang (Szirén-barlang) szintén kb. 500 m hosszú. Az összeállítás szerint az 1977. évi Karszt és Barlangban közölt hosszúsági listában a Szeleta-zsomboly nincs benne. A Herman Ottó Barlangkutató Csoport 1979. évi jelentésében lévő hosszmetszetről van leolvasva, hogy a barlang kb. 500 m hosszú, amelyből 200 m van felmérve. Az 1987. december 31-i állapot alapján Magyarország 35. legnagyobb függőleges kiterjedésű barlangja az 5363/51 barlangkataszteri számú és 87 m függőleges kiterjedésű Szeleta-zsomboly. A 34. legnagyobb függőleges kiterjedésű barlang (Baradla-tetői-zsomboly) szintén 87 m függőleges kiterjedésű. Az összeállítás szerint az 1977. évi Karszt és Barlangban közölt mélységi listában a Szeleta-zsomboly kb. 110 m mély. A Herman Ottó Barlangkutató Csoport 1979. évi jelentésében lévő hosszmetszetről van leolvasva, hogy a barlang 87 m függőleges kiterjedésű.
A Karszt és Barlang 1989. évi különszámában publikált, angol nyelvű tanulmányhoz (The caves of Hungary) kapcsolódva megjelent egy olyan lista, amelyben Magyarország leghosszabb, és egy olyan lista, amelyben Magyarország legmélyebb barlangjai vannak felsorolva. A két felsorolás szerint a Bükk hegységben fekvő, 500 m hosszú és 87 m mély Szeleta-zsomboly (Szeleta Shaft) 1988-ban Magyarország 38. leghosszabb és 35. legmélyebb barlangja. A barlang 1977-ben 110 m mély volt. (1977-ben nem lehetett tudni, hogy a barlang hány méter hosszú.) 1990-ben a Herman Ottó Speleo Club SE-nek volt kutatási engedélye a barlang kutatásához.

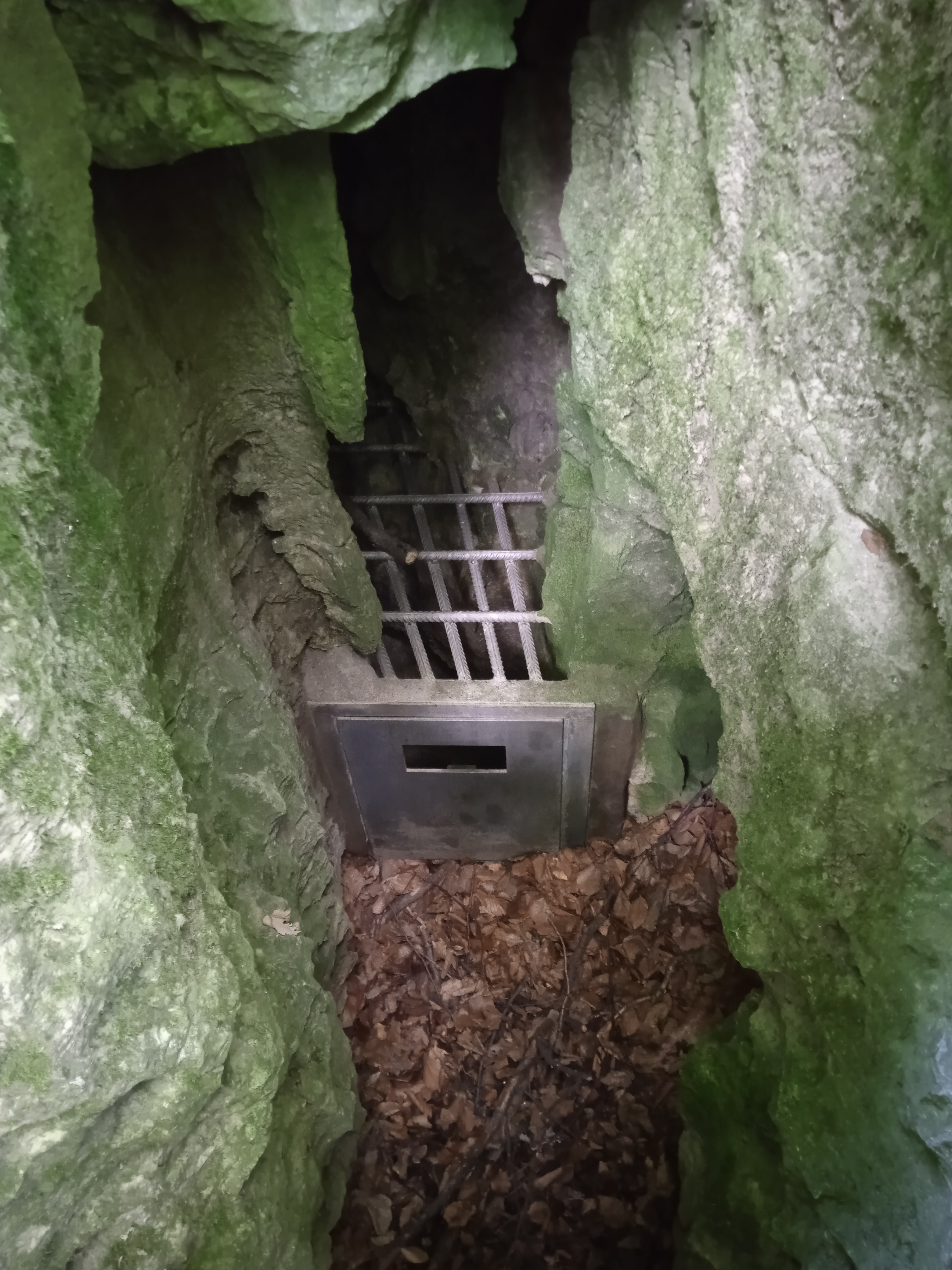
A Szeleta-zsombolyt lezáró ajtó

A 2003-ban kiadott, Magyarország fokozottan védett barlangjai című könyvben lévő, Egri Csaba és Nyerges Attila által készített hosszúsági lista szerint a Bükk hegységben lévő és 5363-51 barlangkataszteri számú Szeleta-zsomboly Magyarország 49. leghosszabb barlangja 2002-ben. A 2002-ben kb. 500 m hosszú barlang 1987-ben 500 m hosszú volt. A könyvben található, Egri Csaba és Nyerges Attila által készített mélységi lista szerint a Bükk hegységben lévő és 5363-51 barlangkataszteri számú Szeleta-zsomboly Magyarország 36. legmélyebb barlangja 2002-ben. A 2002-ben 90 m mély barlang 1977-ben kb. 110 m és 1987-ben 87 m mély volt.
A 2005-ben napvilágot látott, Magyar hegyisport és turista enciklopédia című kiadványban önálló szócikke van a barlangnak. A szócikk szerint a Szeleta-zsomboly a Bükk hegységben található barlang. A Kis-fennsíkon, a Szeleta-tetőn, a piros négyzet turistajelzés mellett, 377 m tengerszint feletti magasságban van a bejárata. A fiatal víznyelő triász mészkőben keletkezett. Bejárati aknasora csapadékos időben, szintes járata időszakonként vezet vizet. Sebős Károly és Schőnviszky László az 1930-as években bejárták a barlang elülső, 14 m-es részét. Az 1952-ben kezdett és szakaszosan végzett feltárás eredménye a kb. 500 m hosszú és 90 m mély üregrendszer. Nagy patkósdenevér kedvelt telelőhelye téli időszakban. Láner Olivér (Lánder Olivér) szócikkében meg van említve, hogy Láner Olivér részt vett a Szeleta-zsomboly feltárásában.
2005. szeptember 1-től a környezetvédelmi és vízügyi miniszter 22/2005. (VIII. 31.) KvVM rendelete szerint a Bükki Nemzeti Park Igazgatóság működési területén, a Bükk hegységben található Szeleta-zsomboly a felügyelőség engedélyével látogatható. 2005. szeptember 1-től a környezetvédelmi és vízügyi miniszter 23/2005. (VIII. 31.) KvVM rendelete szerint a Bükk hegységben lévő Szeleta-zsomboly fokozottan védett barlang. A Szegedi Karszt- és Barlangkutató Egyesület, a Pizolit Barlangkutató Sportegyesület és a Jakucs László Barlangkutató és Természetvédő Egyesület 2005-ben felmérték a barlangot. Szabó R. Zoltán 2005–2006-ban, a felmérés adatainak felhasználásával megszerkesztette a barlang alaprajz térképét, vetített-kiforgatott hosszmetszet térképét és keresztszelvény térképeit. A barlang a felmérés adatai szerint 646,44 m hosszú, 101,54 m mély és 125 m vízszintes kiterjedésű.
A 2006. évi MKBT Tájékoztatóban közölve lett, hogy a Bükk hegységben elhelyezkedő Szeleta-zsomboly fokozottan védett barlang lett. 2007. március 8-tól a környezetvédelmi és vízügyi miniszter 3/2007. (I. 22.) KvVM rendelete szerint a Bükki Nemzeti Park Igazgatóság működési területén lévő Bükk hegységben elhelyezkedő Szeleta-zsomboly az igazgatóság engedélyével tekinthető meg. 2013. július 19-től a vidékfejlesztési miniszter 58/2013. (VII. 11.) VM rendelete szerint a Szeleta-zsomboly (Bükk hegység, Bükki Nemzeti Park Igazgatóság működési területe) az igazgatóság hozzájárulásával látogatható. 2015. november 3-tól a földművelésügyi miniszter 66/2015. (X. 26.) FM rendelete szerint a Szeleta-zsomboly (Bükk hegység) fokozottan védett barlang. 2021. május 10-től az agrárminiszter 17/2021. (IV. 9.) AM rendelete szerint a Szeleta-zsomboly (Bükk hegység, Bükki Nemzeti Park Igazgatóság működési területe) az igazgatóság engedélyével látogatható. A 13/1998. (V. 6.) KTM rendelet egyidejűleg hatályát veszti.